# WeWorld
WeWorld è un'organizzazione non governativa italiana indipendente che lavora in 27 Paesi, tra cui l’Italia, per promuovere e garantire, attraverso progetti di Cooperazione allo Sviluppo e Aiuto Umanitario, i diritti di donne, bambini, bambine e comunità locali.

## L'organizzazione
WeWorld nasce nel 2018 dall'unione di WeWorld Onlus, fondata a Milano nel 1999, e l'ONG GVC (Gruppo di volontariato civile), costituita a Bologna nel 1971.
Le due organizzazioni, unite, danno vita ad un soggetto unico che con 158 progetti raggiunge 7,2 milioni di beneficiari diretti e 42,4 milioni di beneficiari indiretti in tutto il mondo.

## Missioni e principi
L’azione di WeWorld si rivolge soprattutto a bambine, bambini, donne e giovani, attori di cambiamento in ogni comunità. I progetti in essere aiutano le persone a superare l'emergenza e a garantire una vita degna, opportunità e futuro attraverso programmi di sviluppo umano ed economico nell'ambito dell'Agenda 2030
I principi fondativi di WeWorld sono tesi all'uguaglianza di opportunità e diritti, in particolare per bambini e donne, accesso alle risorse, alla salute, all’istruzione e a un lavoro degno; al rispetto per l’ambiente; al ripudio della guerra, della violenza e dello sfruttamento.

## Attività e settori di intervento

### A favore di donne, bambini e bambine
WeWorld lavora alla protezione dei diritti umani, economici e sociali fondamentali in un contesto globale caratterizzato da crescente complessità, crisi ricorrenti, movimenti e spostamenti prolungati di popolazione, evidenti limiti nelle risorse naturali. Gli interventi si rivolgono in particolare ai più vulnerabili: donne, bambini e bambine, disabili, sfollati, rifugiati e migranti. L’impegno dell’organizzazione si traduce in progetti per garantire il diritto all’acqua, al cibo, alla salute, all’educazione e alla dignità di ciascuna persona.

### Settori di intervento
WeWorld è attiva con progetti e campagne nei seguenti settori di intervento: 
• diritti umani, sostenendo i diritti di donne, minori, disabili, rifugiati, migranti e altri soggetti a rischio di esclusione, in tutto il mondo;
• aiuti umanitari, con attività volte a rispondere ai bisogni di prima necessità: fornitura di beni materiali, sostegno di campi per l’accoglienza e il transito, ricostruzione di case e infrastrutture;
• sicurezza alimentare, contrastando la malnutrizione e promuovendo i diritti di agricoltori locali e piccoli produttori;
• acqua e servizi igienico-sanitari, garantendo adeguate infrastrutture, educazione all’igiene e lotta allo spreco, nonché una gestione equa e partecipata delle risorse idriche;
• salute, lavorando per garantire una vita sana e promuovendo il benessere anche per le famiglie più povere, in primis di donne e bambini, e dei rifugiati;
• istruzione ed educazione, fornendo percorsi didattici di qualità per realizzare il potenziale di ognuno e il progresso delle società;
• sviluppo socio-economico, con programmi che cambiano la logica assistenzialistica per trasformare donne e uomini in agenti attivi di sviluppo socioeconomico;
• protezione ambientale, aiutando le comunità a gestire gli effetti locali dei cambiamenti climatici, intervenendo sulla pianificazione territoriale e sul miglioramento della gestione del rischio;
• educazione alla cittadinanza globale, promuovendo la consapevolezza su dinamiche globali e un ruolo attivo.

## Azioni in Italia
WeWorld si occupa di bambini e bambine e adolescenti che, in Italia, vivono in situazione di povertà e marginalità, soprattutto nella prevenzione alla violenza e nel diritto allo studio. In Italia WeWorld promuove, attraverso diversi progetti, servizi per prevenire e contrastare la violenza sulle donne e sostegno alle donne che l’hanno subita.

### Dispersione scolastica
WeWorld è impegnata nella lotta alla povertà educativa e nella riduzione della dispersione scolastica con un programma nazionale che coinvolge oltre 3000 ragazzi e ragazze. Punto di forza dell’intervento il coinvolgimento delle famiglie attraverso percorsi di supporto, counseling e formazione su competenze genitoriali. WeWorld è impegnata in Italia nelle aree geografiche e nei quartieri in cui povertà economica e la povertà educativa si alimentano a vicenda. Gli interventi in essere prevedono: laboratori con gli adolescenti, i docenti e gli operatori del terzo settore; sportelli orientamento; incontri di sensibilizzazione rivolti ai genitori; incontri strutturati delle famiglie con scuola, operatori e persone prossime al nucleo familiare, per co-progettare percorsi personalizzati (modello FGC); formazione docenti su linguaggi e metodologie didattiche innovativi; seminari e formazione facilitatori e portavoce volontari.

### Programma contro la violenza sulle donne
WeWorld promuove i diritti di tutte le donne e contrasta ogni atto di violenza fondato sul genere che provochi una sofferenza fisica, sessuale, economica o psicologica per le donne. Lo fa con attività finalizzate ad aumentare l’empowerment femminile, quale via primaria per la prevenzione e l’emersione della violenza di genere. Staff femminili specializzati permettono di creare luoghi di accoglienza e di aggregazione dove costruire relazioni di fiducia e attivare nelle donne una presa di coscienza, attraverso interventi in grado di restituire autostima, progettualità e autonomia. Le attività proposte sono gratuite e spaziano dal benessere psicofisico ad attività culturali, all’orientamento al lavoro e ai servizi sul territorio. Particolare attenzione è prestata ai quartieri difficili in diverse città italiane da nord a sud. A questi interventi si aggiunge, all’interno del Pronto Soccorso dell'ospedale San Camillo-Forlanini di Roma, la presenza di uno sportello aperto 24 ore su 24, sette giorni su sette, per proteggere le donne vittime di violenza e, se necessario, anche i loro figli.

### Educazione alla cittadinanza globale
WeWorld è impegnata in Italia e in Europa con attività che mirano ad aumentare la partecipazione e la cittadinanza attiva di cittadine e cittadini, giovani e adulti, italiani e di diversa origine, col fine di generare un processo inclusivo e solidale, nel rispetto dei principi di giustizia ambientale e sociale.
I progetti principali riguardano il dibattito scolastico per promuovere la consapevolezza dei giovani su tematiche globali, la promozione della cittadinanza attiva dei giovani a livello locale ed europeo, la promozione del volontariato e della mobilità giovanile. Vengono anche proposti approfondimenti su cambiamento climatico e migrazioni, sui processi e gli strumenti di inclusione nella società e nel mondo della scuola, sulle narrazioni di questi temi nel dibattito pubblico e nei media, su produzione equa e sostenibile e consumo responsabile, insieme a una rete di istituzioni pubbliche e private attive in Italia e in tutta Europa.

## Azioni nel mondo
I progetti di WeWorld nel mondo si concentrano soprattutto in Africa, Medioriente, Sudamerica, subcontinente indiano e sudest asiatico. L’azione degli operatori e dei volontari è finalizzata alla protezione di donne, bambini e bambine, ad assicurare loro il diritto all’istruzione, ad accrescere la loro partecipazione, a promuovere la parità di genere e contrastare il fenomeno della violenza sulle donne. WeWorld ha avviato progetti per lo sviluppo sociale ed economico delle comunità, per il corretto utilizzo delle risorse naturali e per dare loro strumenti di sostentamento. 
In situazioni emergenziali, come ad esempio carestie o siccità, l’organizzazione è impegnata in interventi per un supporto a tutti i livelli nel superamento delle crisi e in progetti di cooperazione allo sviluppo.
WeWorld garantisce sussistenza e il diritto ad un’educazione di qualità a migliaia di bambini e bambine attraverso il sostegno a distanza.
È attiva in Italia, Siria, Libano, Palestina, Libia, Tunisia, Burkina Faso, Benin, Burundi, Kenya, Senegal, Tanzania, Mozambico, Mali, Niger, Bolivia, Brasile, Nicaragua, Guatemala, Repubblica Dominicana, Haiti, Cuba, India, Nepal, Thailandia, Cambogia e Perù.

## Le campagne

### Un rosso alla violenza
Ogni anno dal 2017, in prossimità del 25 novembre, la Giornata internazionale per l'eliminazione della violenza contro le donne, Lega Nazionale Professionisti Serie A e WeWorld lancia la campagna di sensibilizzazione nazionale #unrossoallaviolenza che nasce per dare un simbolico cartellino rosso alla violenza sulle donne. Il simbolo della campagna è un segno rosso sul viso, per richiamare il cartellino rosso ed esorcizzare insieme a tutte le donne vittime di violenza la paura che vivono ogni giorno. 
Calciatori e arbitri scendono sul terreno di gioco con un segno rosso sul viso accompagnati all’ingresso in campo da bambine che indossano la maglietta dell’iniziativa. Tra i partecipanti delle scorse edizioni Marco Materazzi, Alessandro Del Piero e la schermitrice Elisa Di Francisca.

## Pubblicazioni

### Quanto costa il silenzio
Quanto costa il silenzio? è la prima indagine nazionale sui costi economici e sociali della violenza sulle donne realizzata da WeWorld con il patrocinio del Dipartimento per le Pari Opportunità. Il progetto prende il via dall’unica ricerca nazionale sul fenomeno (ISTAT 2006). Partendo da questi dati, e con il conforto di altri numerosi e pionieristici studi internazionali, lo studio ricostruisce la prima stima dei costi della violenza contro le donne in Italia. L’indagine è stata realizzata da un’équipe di ricercatrici e validata da un multidisciplinare Comitato Scientifico.

### WeWorld Index
WeWorld pubblica ogni anno il WeWorld Index, volto a fotografare le condizioni di vita di donne, bambini e bambine in circa 170 paesi del mondo. Dal 2015 l’Italia viene dunque monitorata nella sua capacità di garantire e promuovere i diritti di donne, bambine e bambini rispetto alle tendenze mondiali, sulla base di 34 indicatori aggiornati annualmente. Il rapporto si pone come uno strumento innovativo nel panorama italiano, in grado di misurare congiuntamente la condizione di donne, bambine e bambini, stressando il forte nesso tra i diritti delle due categorie sociali e di analizzare in un’ottica multidimensionale i fattori di esclusione che perpetuano i divari generazionali e di genere. Analizzare varie dimensioni sulla condizione di donne, bambini e bambine in Italia, permette di individuare gli ambiti e i territori in cui vi sono le maggiori criticità, e dare indicazioni per politiche e interventi più efficaci e consapevoli. Affinché donne e bambini/e non siano più invisibili.

## I festival

### WeWorld Festival
Il WeWorld Festival si svolge ogni anno a Milano per parlare di diritti delle donne e lotta alla violenza. Propone film in anteprima, teatro, incontri, mostre e performance per accrescere il dibattito e la consapevolezza sui diritti delle donne, con particolare attenzione al tema dell’empowerment femminile, della violenza di genere e degli stereotipi ancora legati alla figura della donna. Tra gli ospiti delle scorse edizioni Roberto Saviano, Letizia Battaglia, Samantha Cristoforetti, Simonetta Agnello Hornby, Alex Britti ed Eva Cantarella.

### Terra di Tutti Film Festival
Il Terra di Tutti Film Festival si svolge ogni anno a Bologna e nasce nel 2007 dall'esigenza di dare la parola a tanti documentaristi che usano il video come forma di espressione critica, come torcia sul mondo e sui problemi che colpiscono i molti sud del mondo di ogni Paese: anche per questo la scelta del sottotitolo “Voci dal mondo invisibile”. Fra i registi intervenuti negli anni durante la rassegna di cinema sociale: Andrea Segre, Stefano Liberti, Alexandra D'Onofrio, Antonio Martino, Gabriele del Grande, Sue Aiello, Anne Poiret, Iara Lee e centinaia di altri autori ed autrici provenienti da almeno 40 paesi nel mondo.